# Тур Квита Изины
Тур Квита Изины (англ. Kwita Izina Cycling Tour) — шоссейная многодневная велогонка, проходившая по территории Руанды с 2009 по 2012 года.

## История
Гонка была создана 2009 году и была направленна на повышение осведомленности о сохранении горных горилл. Своё название она получила в честь Квита Изины — церемонии присвоения имён детёнышам горилл которая проводится в Национальном парке Вулканов.
Изначально гонка была однодневной и в таком формате было проведено два её издания. В 2012 году стала многодневной и вошла в календарь Африканского тура UCI, получив категорию 2.2. Маршрут стал состоять из трёх этапов дистанция которых пролегала в окрестностях Рухенгери, Гисеньи и столицы страны Кигали. В первый день проводилось два этапа и во второй один. Общая протяжённость составляла чуть больше 300 км. В новом формате было проведено ещё два издания. В 2013 году гонка значилась в календаре, но не состоялась и больше не проводилась. 
Одним из организаторов выступала Федерация велоспорта Руанды.
Рекордсменом стал руандиец Абрахам Рухумуриза, победивший на трёх из четырёх проведённых гонок.
В последующие годы проводились любительские велогонки.

## Призёры
| Год  | Победитель            | Второй            | Третий            |
| ---- | --------------------- | ----------------- | ----------------- |
| 2009 | Абрахам Рухумуриза    |                   |                   |
| 2010 | Абрахам Рухумуриза    |                   |                   |
| 2011 | Даниэль Теклехайманот | Ферекалси Дебесай | Адиль Джеллоуль   |
| 2012 | Абрахам Рухумуриза    | Аззедин Лагаб     | Джозеф Бизияремье |